# عزر وایزمن
عزر وایزمن (عبری: עזר ויצמן‎؛ ۱۵ ژوئن ۱۹۲۴ – ۲۴ آوریل ۲۰۰۵) یک فرد نظامی و سیاستمدار اهل اسرائیل بود.
عزر وایزمن یکی از نامدارترین دولتمردان اسرائیل بود که که از سال ۱۹۹۳ تا ۲۰۰۰ رئیس‌جمهور اسرائیل بود. عمده شهرت خود را به عنوان یک نظامی نیروی هوایی اسرائیل در دوران   جنگ شش روزه اعراب و اسرائیل  کسب کرد.

## زندگی‌نامه
عزر وایزمن در ۱۵ ژوئن ۱۹۲۴ در شهر تل‌آویو به دنیا آمد. وی برادرزاده حییم وایزمن نخستین رئیس‌ جمهور اسرائیل بود. عزر وایزمن در دوره جنگ جهانی دوم در نیروی هوایی سلطنتی بریتانیا خدمت می‌کرد اما پس از تشکیل نیروی هوایی اسرائیل به این نیرو پیوست و مدارج ترقی را تا فرماندهی آن طی کرد.

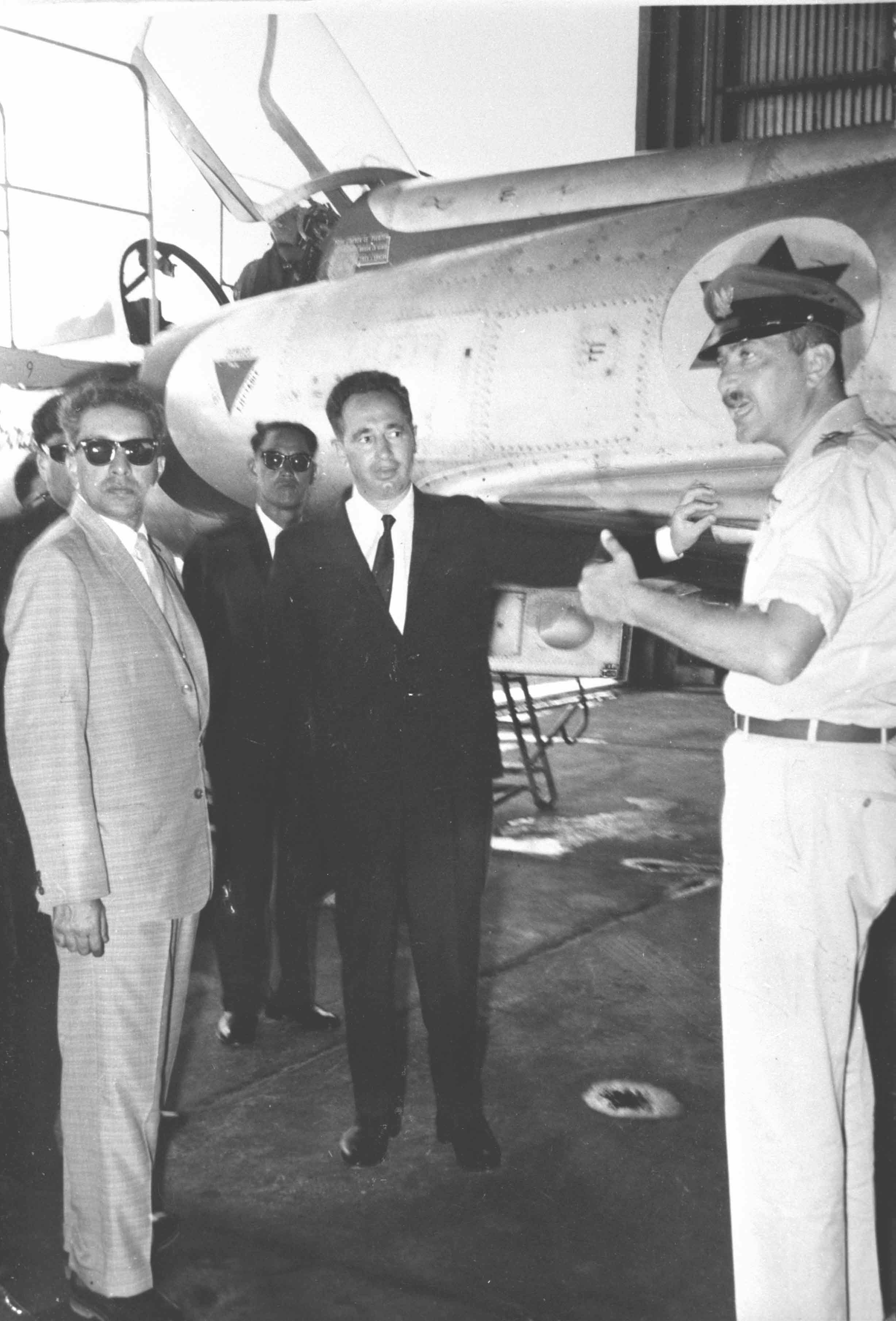
وایزمن نفر سمت راست

وی در سال ۱۹۶۷ در نیروی هوایی اسرائیل، به عنوان فرمانده عملیات این نیرو، حملات پیشگیرانه به مصر را برنامه‌ریزی کرد که در آغاز جنگ شش روزه اعراب و اسرائیل، تقریباً توان هوایی ارتش مصر را از بین برد.
وایزمن در سال ۱۹۶۹ وارد دولت اسرائیل شد و به جمع «بازها» پیوست که مخالف مصالحه با همسایگان عرب اسرائیل بودند.
وی در سال ۱۹۷۹، به عنوان وزیر دفاع اسرائیل نقش مؤثری در عقد پیمان صلح اسرائیل و مصر داشت که توسط مناخیم بگین، نخست وزیر وقت امضا شد. او بعداً تغییر موضع داد و نه تنها یکی از چهره‌های اصلی در مذاکرات اسرائیل و مصر شد، بلکه به یکی از طرفداران پرحرارت صلح مبدل گشت.
عزر وایزمن در سال ۱۹۹۰ به خاطر «ارتباط‌های غیر مجاز» با یاسر عرفات، رهبر پیشین فلسطینیان، از  دولت ائتلافی  اسرائیل که از احزاب لیکود و کارگر تشکیل شده بود، اخراج شد.
وی در سال ۱۹۹۲ از صحنه سیاست خارج شد اما یک سال پس از آن به عنوان هفتمین رئیس‌جمهور اسرائیل انتخاب شد که تا آن زمان به عنوان یک پست کاملاً تشریفاتی شناخته می‌شد. وی پس از رئیس‌جمهور شدن نیز به ویژه به خاطر انتقاداتش از بنیامین ناتانیاهو، نخست وزیر وقت به خاطر آنچه او به عنوان خودداری دولت از توسعه فرایند صلح با فلسطینیان می‌دید، همچنان یکی از چهره‌های خبرساز باقی ماند. رویکردهای عزر وایزمن، او را به محبوب‌ترین چهره اسرائیل، با ۷۰ درصد حمایت مردمی تبدیل کرد.
وایزمن به خاطر بیماری  ذات الریه  در بیمارستان بستری شده بود و یک هفته قبل از مرگش، از بیمارستان مرخص شده بود. روز یکشنبه ۲۴ آوریل ۲۰۰۵ در سن ۸۰ سالگی درگذشت.